# Vies brûlées
Pour plus de détails, voir Fiche technique et Distribution.
Vies brûlées (Plata quemada) est un film argentin de Marcelo Piñeyro de 2000, sur un scénario de lui-même et de Marcelo Figueras, inspiré du roman de Ricardo Piglia.

## Synopsis
La bande de Los Mellizos est composée du duo Néné (fils de bourgeois renié par sa famille) et Ángel (recueilli par Néné, il est mystique et entend des voix) alias les jumeaux — qui ne sont pas frères, mais amants et délinquants professionnels. Fontana leur propose avec le beau El Cuervo (le Corbeau) de participer au braquage d'un véhicule blindé qui transporte une somme d'argent considérable (7 millions). Les jumeaux acceptent avec l'espoir que cette opération ravivera la fougue amoureuse qui les avait animés au début de leur relation.

## Fiche technique
- Titre : Vies brûlées
- Titre original : Plata quemada
- Réalisation : Marcelo Piñeyro
- Photographie : Alfredo Mayo
- Musique : Osvaldo Montes
- Montage : Juan Carlos Macías
- Pays d'origine :  Argentine,  Espagne et  Uruguay
- Durée : 125 minutes
- Dates de sortie :
  - Argentine : 1er septembre 2000
  - France : 14 février 2001

## Distribution
- Eduardo Noriega : Ángel / narrateur
- Leonardo Sbaraglia : El Nene
- Pablo Echarri : El Cuervo
- Leticia Brédice : Giselle
- Ricardo Bartis : Fontana
- Dolores Fonzi : Vivi
- Carlos Roffé : Nando
- Daniel Valenzuela : Tabaré
- Héctor Alterio : Losardo
- Claudio Rissi : Relator
- Luis Ziembrowski : Florian Barrios
- Harry Havilio : Carlos Tulian
- Roberto Vallejos : Parisi
- Adriana Varela : chanteuse de cabaret
- Ángel Alves : Prostituta 3 Parque de Diversiones

## Distinctions
Il a été présenté à la Mostra de Venise, dans une section parallèle, en 2000.
Il a obtenu le Goya du meilleur film étranger de langue espagnole.